# US Boulogne
US Boulogne (Union sportive Boulogne Côte d'Opale) je francouzský fotbalový klub sídlící ve městě Boulogne-sur-Mer, byl založen roku 1898. Hřištěm klubu je Stade de la Libération s kapacitou 15 004 diváků.